# SN 1999co
SN 1999co – supernowa typu II odkryta 18 czerwca 1999 roku w galaktyce A210319-1432. W momencie odkrycia miała maksymalną jasność 17,40m.